# Dubovce
Dubovce é um município da Eslováquia, situado no distrito de Skalica, na região de Trnava. Tem 8,46 km² de área e sua população em 2018 foi estimada em 621 habitantes.

## Demografia
| Ano:        | 1994 | 2004   | 2014   | 2024   |
| ----------- | ---- | ------ | ------ | ------ |
| Broj ljudi: | 655  | 675    | 639    | 623    |
| Razlika:    |      | +3,05% | -5,33% | -2,50% |

| Ano:               | 2023 | 2024   |
| ------------------ | ---- | ------ |
| Número de pessoas: | 621  | 623    |
| Diferença:         |      | +0,32% |